# Polirradiculoneuropatía desmielinizante inflamatoria crónica
Polirradiculoneuropatía desmielinizante inflamatoria crónica o PDIC (CIDP por sus siglas en inglés) es una enfermedad crónica, adquirida, autoinmune del sistema nervioso periférico.  Su forma clásica se caracteriza por debilidad muscular progresiva de las extremidades, simétrica, de predominio proximal, acompañado de pérdida de la sensibilidad y disminución en los reflejos; una electromiografía con características de desmielinización; un líquido cefalorraquídeo con disociación albumino citológica; y una biopsia de nervio que demuestra inflamación, desmielinizacion y remielinizacion. El curso de la enfermedad puede ser lentamente progresivo o desarrollarse en brotes.
A veces afecta también el sistema nervioso central. Esta íntimamente relacionada con el síndrome de Guillain-Barré, polirradiculoneuropatía desmielinizante aguda y autoinmune.

## Epidemiología
La PDIC tiene una prevalencia de 2-5 (0,8 a 8,9) casos por 100 000 habitantes; afecta predominantemente a personas entre 40 a 60 años de edad, aunque también se ven casos en niños y ancianos. Existe una leve predilección por los varones.

## Etiología
Hasta en un tercio de los pacientes hay antecedentes de alguna infección previa. Puede ser disparada por una infección por VIH en etapa latente (antes de que este comience a dar síntomas).

## Patogenia
La patogenia de la enfermedad es el ataque a la vaina de mielina, tejido lipoproteico cuya principal función es aumentar la velocidad de conducción nerviosa a través del axón de la neurona mediante un mecanismo denominado conducción saltatoria.  Además, recubre y protege los axones de las fibras nerviosas periféricas. La destrucción de la mielina provoca la disminución de la velocidad de conducción del impulso e irritando los terminales nerviosos.

Estructura típica de una neurona

## Cuadro clínico
La instauración de la sintomatología clínica es lenta y progresiva, superando a veces los 2 meses de evolución. Ésta consiste en: 
- Debilidad muscular (paresia), que se expresa en dificultad para caminar, subir escaleras, levantarse de una silla. La debilidad suele ser de comienzo proximal.[1]
- Ataxia (descoordinación del movimientos), que se expresa con dificultad para abrocharse la camisa o subir una cremallera.[1]
- Disminución o pérdida de los reflejos osteotendineos (hiporreflexia o arreflexia).[1]
- Sensibilidad anormal (sensación de hormigueo o quemazón) (parestesias), la cual suele ser distal (manos y pies)

A diferencia del síndrome de Guillain-Barré, la PDIC presenta mayor sintomatología sensitiva, se presenta en pacientes de más edad, la aparición de los síntomas es más lenta y sí responde al tratamiento con corticoides.
La PDIC es una enfermedad subdiagnosticada, sea por su difícil diagnóstico y desconocimiento de la misma por parte de los médicos de primera línea, esto último como consecuencia de su baja incidencia en la población, lo que hace que la mayoría de los médicos jamás se tope con un caso a lo largo de toda su vida.

## Diagnóstico
El diagnóstico de PDIC se debe considerar en pacientes con polineuropatía simétrica o asimétrica que tienen un curso clínico progresivo o recidivante recurrente durante más de dos meses, particularmente si las características clínicas incluyen síntomas sensoriales positivos, debilidad proximal o arreflexia. 
Luego de ser hospitalizado preferentemente en una Unidad de Neurología, se procede a descartar Síndrome de Guillain-Barré. Si bien el diagnóstico inicial de PDIC es clínico, el diagnóstico se confirma por la evidencia de desmielinización del nervio periférico, que debe demostrarse mediante hallazgos electrodiagnósticos (estudio eléctrico mediante electromiografía) o por biopsia del nervio. Se sugieren otros estudios como punción lumbar, tomografía computada e resonancia magnética para descartar otras enfermedades como la esclerosis múltiple o la esclerosis lateral amiotrófica de síntomas similares.
Electromiografía
Se utiliza para determinar si hay desmielinización, que causa velocidad de conducción reducida, latencias motoras distales prolongadas, dispersión y reducción de la amplitud del potencial de acción del componente motor (CMAP) dependiente de la distancia, y retraso o desaparición de las ondas F.
Punción lumbar
Una punción lumbar es compatible con el diagnóstico de CIDP cuando las proteínas del Líquido Cefalorraquídeo (LCR) están elevadas (> 45 mg / dL) y el recuento de leucocitos en LCR es normal (es decir, la clásica disociación albuminocitológica). Este hallazgo está presente en más del 80% de los pacientes con PDIC. En la mayoría de los casos, el nivel de proteínas en LCR es mayor a 100 mg / dL, aunque en ocasiones se observan elevaciones de  hasta 10 veces los límites superiores de lo normal en pacientes con CIDP.
Un aumento en el recuento de glóbulos blancos en LCR de> 10 células / mm³ debería sugerir un diagnóstico diferente a la PDIC. Una excepción a esta regla general es que los pacientes con infección por el virus de la inmunodeficiencia humana (VIH) pueden presentar pleocitosis en el líquido cefalorraquídeo, aunque el recuento de leucocitos en los pacientes con infección por CIDP y VIH es generalmente <50 / mm³

## Tratamiento
Los objetivos principales del tratamiento son la reducción de los síntomas, la mejora en la capacidad funcional, y lograr remisiones prolongadas. La terapia convencional se basa en la administración de corticosteroides, plasmaféresis e inmunoglobulina intravenosa, lo cual tiene tasas de éxito entre 50 y 80%.
Si la corticoterapia no llegase a ser efectiva, pueden usarse como segunda línea inmunosupresores como azatioprina, ciclofosfamida y ciclosporina. Además se puede añadir plasmaféresis e inmunoglobulinas si la presentación de la enfermedad fuese grave y no responde ante los tratamientos antes mencionados.